# Hendrik Weydandt
Hendrik Weydandt (* 16. Juli 1995 in Gehrden) ist ein ehemaliger deutscher Fußballspieler. Weydandt spielte in der Jugend nie in einem Nachwuchsleistungszentrum und war in seinen ersten Jahren im Herrenbereich neben seinem Studium als Amateur aktiv. Er stieg mit verschiedenen Vereinen von der Kreisliga, über die Oberliga bis in die Regionalliga auf und wurde nach seinem Wechsel zu Hannover 96 2018 im Alter von 23 Jahren zum Profi. Für die Hannoveraner absolvierte der Stürmer 28 Spiele (6 Tore) in der Bundesliga sowie 110 Spiele (18 Tore) in der 2. Bundesliga, ehe er seine Profilaufbahn 2023 im Alter von 27 Jahren beendete, um Steuerberater zu werden.

## Karriere

### Weydandt im Amateurfußball
Weydandt spielte in seiner Jugend nie professionell Fußball. Im Alter von 5 Jahren trat er den Sportfreunden Landringhausen bei, die eine Jugendspielgemeinschaft mit dem TSV Groß Munzel aus dem gleichnamigen Ort bildeten. In der Saison 2013/14, seinem letzten Jahr in der A-Jugend, rückte er in die erste Mannschaft des TSV Groß Munzel auf und wurde mit 23 Toren in 25 oder 26 Einsätzen Torschützenkönig der Kreisliga Hannover-Land Staffel 3.
Zur Saison 2014/15 wechselte Weydandt in die fünftklassige Oberliga Niedersachsen zum 1. FC Germania Egestorf/Langreder. In seiner ersten Saison auf höherem Niveau war er zumeist Ersatzspieler und kam auf 16 Einsätze, in denen er 2 Tore erzielte. In der Saison 2015/16 kam Weydandt häufiger zum Einsatz und erzielte in 25 Einsätzen 13 Tore. Der 1. FC Germania Egestorf/Langreder nahm als Vizemeister an der Aufstiegsrunde zur Regionalliga Nord teil, in der Weydandt beim 2:2-Unentschieden gegen den SV Eichede beide Treffer erzielte, wodurch der Aufstieg erreicht wurde. Auch in der Regionalliga konnte er seine Torquote bestätigen: Auf 12 Tore in 25 Einsätzen in der Saison 2016/17 folgten in der Saison 2017/18 14 Tore in 31 Einsätzen.

### Profi bei Hannover 96
Im Sommer 2018 wechselte Weydandt zu Hannover 96 und war für die zweite Mannschaft vorgesehen. Unter André Breitenreiter durfte er an der Vorbereitung der Profis teilnehmen. Nachdem Weydandt einmal in der zweiten Mannschaft in der Regionalliga Nord zum Einsatz gekommen war, debütierte er in der ersten Runde des DFB-Pokals in einem Pflichtspiel der Profis. Beim 6:0-Sieg über den Drittligisten Karlsruher SC wurde er in der Schlussphase eingewechselt und erzielte in der 85. und 90. Spielminute die Tore zum Endstand. Am 25. August 2018 debütierte er beim 1:1-Unentschieden gegen Werder Bremen am ersten Spieltag der Saison 2018/19 in der Bundesliga, wobei er in der 75. Spielminute eingewechselt wurde und eine Minute später den Führungstreffer erzielte. Anfang September 2018 erhielt Weydandt einen Profivertrag mit einer Laufzeit bis zum 30. Juni 2020. Insgesamt kam er unter Breitenreiter und dessen Nachfolger Thomas Doll auf 28 Bundesligaeinsätze (18-mal von Beginn), in denen er 6 Tore erzielte, womit er der beste Torschütze seiner Mannschaft war. Hannover 96 stieg am Saisonende in die 2. Bundesliga ab.
In der Saison 2019/20 kam Weydandt unter dem neuen Cheftrainer Mirko Slomka und dessen Nachfolger Kenan Koçak zu 27 Zweitligaeinsätzen (16-mal von Beginn). Mit 9 Toren wurde er hinter Marvin Ducksch (15) zweitbester Torschütze seiner Mannschaft, die auf dem 6. Platz den direkten Wiederaufstieg verpasste. Wegen Problemen an der Achillessehne fiel der Stürmer nach der Winterpause für 4 Spiele aus.
Vor der Saison 2020/21 unterschrieb Weydandt, dessen Vertrag für knapp zwei Wochen ausgelaufen war und der laut eigener Aussage „mehrere konkrete Angebote, auch aus der 1. Liga“ hatte, einen neuen Vertrag bis zum 30. Juni 2023. Er kam unter Kocak 30-mal in der Liga zum Einsatz, stand 20-mal in der Startelf und erzielte 4 Tore. In der Saison 2021/22 folgten unter Jan Zimmermann und Christoph Dabrowski ebenfalls 30 Ligaeinsätze (3 Tore), jedoch wurde Weydandt nur noch 10-mal in der Startelf aufgeboten. Zudem kam er im September 2021 noch einmal für die zweite Mannschaft zum Einsatz. In der Saison 2022/23 kam Weydandt unter Stefan Leitl seltener zum Einsatz. Anfang Mai 2023 verkündete er, mit dem Auslaufen seines Vertrags am Saisonende seine Profikarriere zu beenden und stattdessen in der Steuerkanzlei seines Vaters zu arbeiten. Weydandt hatte Betriebswirtschaftslehre an der FHDW Hannover studiert und das Studium mit dem Master abgeschlossen.

## Erfolge
Vereine
- Aufstieg in die Regionalliga Nord: 2016

Persönliche Auszeichnungen
- Torschützenkönig der Kreisliga Hannover-Land Staffel 3: 2014 (mit 23 Toren)